# On This Perfect Day
On This Perfect Day é o primeiro álbum de estúdio do projeto Guilt Machine, de Arjen Anthony Lucassen. A capa do álbum foi feita por Christophe Dessaigne, um artista descoberto por Arjen no Flickr.
O álbum tem, nas músicas, várias mensagens em áudio enviadas por fãs. A música fala da "psicologia destrutiva da cuilpa, do lamento e da forma mais sombria de segredos - os segredos que escondemos de nós mesmos.", e a música irá variar "de sombria e pesada a atmosférica e melancólica.", como pode-se ver nas músicas que Arjen disponibilizou no MySpaceas da banda.

## Faixas

### CD (todas as edições)
1. "Twisted Coil" (11:43)
2. "Leland Street" (8:03)
3. "Green and Cream" (10:32)
4. "Season of Denial" (10:22)
5. "Over" (6:11)
6. "Perfection?" (10:46)

### DVD (Edições Limitadas e Especiais apenas)
Faixas bônus
1. "The Stranger Song" (L. Cohen) - cantada por Jasper (4:53)
2. "Michelangelo" (J. Campbell) - cantada por Arjen (3:23)
3. "Fan Messages" (8:14)
4. "Perfection?" - cantada por Arjen (9:37)
5. "Twisted Coil" - radio edit (4:17)
6. "Pull me out of the Dark" - radio edit (Green and Cream) (3:36)
7. "Over" - radio edit (3:56)

Vídeo
1. Trailer "On this Perfect Day" (4:33)
2. Making of do Trailer (3:44)
3. Entrevista com Guilt Machine (40:03)